# La Pomarède
Pomarède – miejscowość i gmina we Francji, w regionie Oksytania, w departamencie Aude.
Według danych na rok 1990 gminę zamieszkiwały 163 osoby, a gęstość zaludnienia wynosiła 12 osób/km² (wśród 1545 gmin Langwedocji-Roussillon Pomarède plasuje się na 744. miejscu pod względem liczby ludności, natomiast pod względem powierzchni na miejscu 584.).

## Zabytki
Zabytki w miejscowości posiadające status Monument historique:
- zamek w La Pomarède (château de La Pomarède)